# A nescire ad non esse
A nescire ad non esse (lat. „vom Nichtwissen auf das Nicht-Sein“) bezeichnet eine rhetorische Figur. Eine Behauptung, dass etwas nicht der Fall ist, wird dadurch begründet, dass der Sachverhalt nicht bekannt ist (z. B. „Das kann so nicht sein, (denn) so habe ich das noch nie gehört“). Es handelt sich aber um kein logisch valides Argument; wird es so behandelt, so produziert es einen Fehlschluss.